# Sitta oenochlamys
El trepador filipino (Sitta oenochlamys) es una especie de ave paseriforme de la familia Sittidae.

## Distribución y hábitat

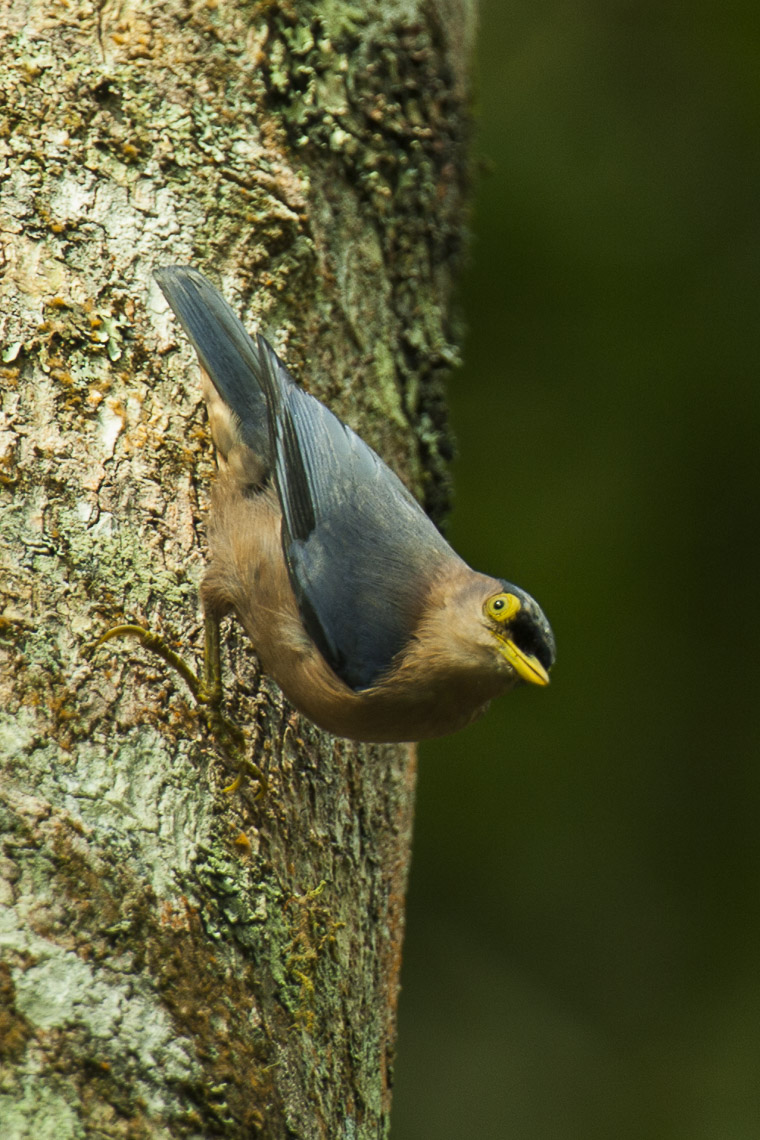
Pájaro encaramado en una rama.

Esta especie es endémica de las Filipinas.
Su hábitat natural son los bosques húmedos de tierras bajas tropicales o subtropicales, y los bosques montanos húmedos tropicales o subtropicales.

## Taxonomía
Según el  Congreso Ornitológico Internacional y Alan P. Peterson, existen seis subespecies:
- S. o. mesoleuca (Ogilvie-Grant, 1894), en el noroeste de Luzón ;
- S. o. isarog Rand y Rabor, 1967, en Luzón, excepto en el noroeste;
- S. o. lilacea (Whitehead, 1897), en las Filipinas centrales y orientales;
- S. o. apo (Hachisuka, 1930), en Mindanao, excepto en la península de Zamboanga;
- S. o. zamboanga Rand y Rabor, 1957, en la península de Zamboanga (Mindanao Occidental), Basilán y este de Bolod; y,
- S. o. oenochlamys (Sharpe, 1877), Centro-Oeste de las Filipinas.